# Najam Sheraz
Najam Sheraz est un chanteur pakistanais.

## Discographie
- Khazana – 1996 – Lips Records
- Roop Nagar – 1999 – Sonic/BMG
- Jaisay Chaho Jiyo – 2002 – Sadaf Stereo
- Yeah Moamla Koi Aur Hae 2003 - Label Event Records/Sadaf